# Loriana Kuka
Loriana Kuka (* 5. April 1997 in Zürich, Schweiz) ist eine ehemalige kosovarische Judoka. Sie gewann 2019 je eine Bronzemedaille bei den Europa- und bei den Weltmeisterschaften und 2020 erneut eine Bronzemedaille bei den Europameisterschaften.

## Karriere
Loriana Kuka wuchs in der Schweiz auf und gewann 2015 den Schweizer Meistertitel in der Gewichtsklasse über 63 Kilogramm. 2016 und 2017 war sie für die Schweiz startend Fünfte der Junioreneuropameisterschaften in der Gewichtsklasse bis 70 Kilogramm. 
Ab 2018 trat sie für den Kosovo im Halbschwergewicht an, der Gewichtsklasse bis 78 Kilogramm. Nach einem siebten Platz bei den Europameisterschaften 2018 in Tel Aviv erreichte sie bei den Mittelmeerspielen 2018 das Finale und gewann Silber hinter der Italienerin Giorgia Stangherlin. Im November siegte sie bei den U23-Europameisterschaften, wobei sie im Halbfinale Giorgia Stangherlin bezwang und im Finale die Deutsche Christina Faber.
Bei den im Rahmen der Europaspiele 2019 in Minsk ausgetragenen Europameisterschaften unterlag sie im Viertelfinale der Niederländerin Guusje Steenhuis, mit Siegen über die beiden Deutschen Anna-Maria Wagner und Luise Malzahn erkämpfte Kuka eine Bronzemedaille. Zwei Monate später bei den Weltmeisterschaften 2019 in Tokio unterlag sie im Viertelfinale der Brasilianerin Mayra Aguiar. Nach Siegen über die Britin Natalie Powell und die Slowenin Klara Apotekar erhielt Kuka auch in Tokio eine Bronzemedaille. Eine weitere Bronzemedaille gewann Kuka 2020 bei den Europameisterschaften in Prag. Nachdem sie im Halbfinale gegen die Französin Madeleine Malonga verloren hatte, siegte sie im Kampf um Bronze gegen Giorgia Stangherlin. Bei den Olympischen Spielen in Tokio schied Kuka im Achtelfinale gegen die Russin Alexandra Babinzewa aus. 2022 gewann Kuka das Finale der Mittelmeerspiele in Oran gegen die Französin Chloe Buttigieg.
Bei den Olympischen Spielen 2024 in Paris trat sie mit einer Verletzung an, gewann dennoch ihren ersten Kampf, schied dann aber im Achtelfinale gegen Jelysaweta Lytwynenko aus. Sie beendete darauf ihre Karriere als Judoka im Alter von 27 Jahren.

## Privates
Kuka besuchte das Kunst- und Sportgymnasium Rämibühl in Zürich und schloss dieses im Sommer 2016 mit der Matura ab.